# Audruicq
Audruicq (trong tiếng Hà Lan: Ouderwijk) là một xã của tỉnh Pas-de-Calais, thuộc vùng Hauts-de-France, miền đông nước Pháp.

## Dân số
| 1962                                                | 1968 | 1975 | 1982 | 1990 | 1999 |
| --------------------------------------------------- | ---- | ---- | ---- | ---- | ---- |
| 3388                                                | 3606 | 3616 | 4078 | 4586 | 4555 |
| Số liệu điều tra từ năm 1962, dân số chỉ tính 1 lần |      |      |      |      |      |

## Twin towns
Hawkhurst in Kent, Anh, since 1998.